# アニカ・トール

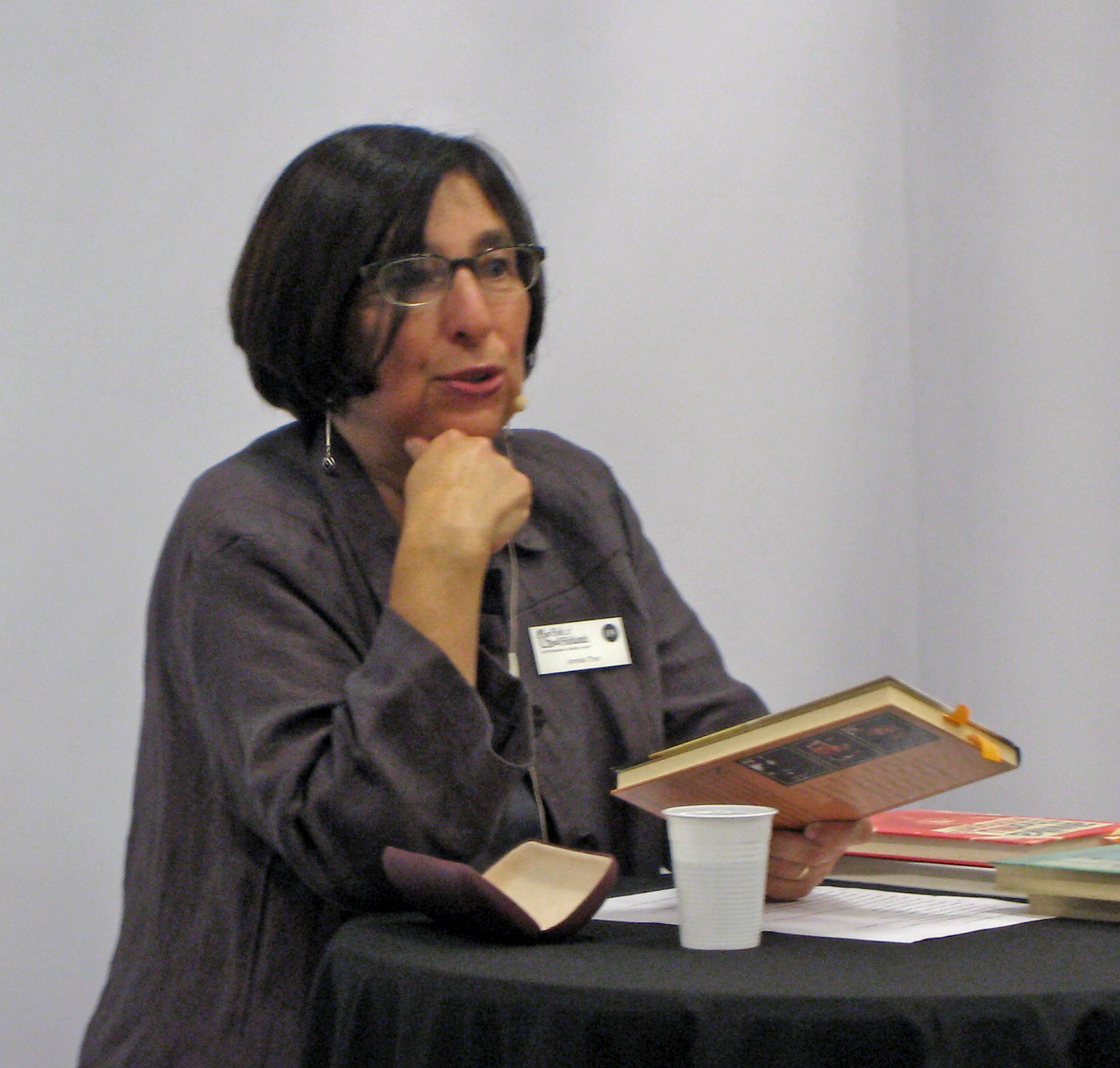
2009年、ヨーテボリにて

アニカ・トール（Annika Thor、1950年7月2日 - ）はスウェーデン・ヨーテボリ出身の作家、脚本家。現在はストックホルムに在住。
トールはユダヤ人の家庭に生まれ育った。作家になる前は、秘書や司書、映画評論家として働いていた。彼女の作品のほとんどは子供や青少年を題材としている。1999年には『海の島』に対してドイツ青少年文学賞が贈られている。スウェーデンでもっとも有名な児童文学作家、ヤングアダルト作家の一人である。

## 作品
- 『ノーラ、12歳の秋』
- 『海の島 ステフィとネッリの物語』
- 『睡蓮の池 ステフィとネッリの物語』
- 『海の深み ステフィとネッリの物語』
- 『大海の光 ステフィとネッリの物語』